# Omul din Londra (film din 1974)
Omul din Londra (titlul original: în cehă Muž z Londýna) este un film de comedie polițistă, realizat în Cehoslovacia în 1974 de regizorul Hynek Bočan, după un subiect de Jiří Mareš, protagoniști fiind actorii Jiří Sovák, Květa Fialová, Lubomír Lipský și Václav Babka.

## Rezumat
Un cetățean britanic pe nume George Reiner sosește pe aeroportul din Praga. A fost cândva un spărgător de seifuri în Cehoslovacia și acum s-a întors acasă după treizeci de ani pentru a sustrage monede de aur de douăzeci de dolari încă păstrate în seiful unei vile private din Plzeň al cărei proprietar a fugit în Occident. Donovano, un membru de pe vremuri al bandei sale, îl așteaptă la aeroport și îi înmânează o carte de identitate falsificată, o valiză cu instrumente de spart seiful și o fotografie a soților Sýkora, actualii locuitori ai vilei, care este programată să dispară sub nivelul apei unui nou lac de acumulare. Hoțul se prezintă doamnei Sýkora drept arhitectul Hönig și ea îi permite să se uite prin casă.
După întoarcerea sa la hotel, într-un moment de neatenție, Reiner își pierde valiza cu unelte luată de hoțul începător Celestýn. Reiner încearcă în zadar să împrumute câteva unelte de la fostul său prieten Davídek dar un alt fost spărgător, Fifka, este dispus să-l ajute. Celestýn este prins încercând să vândă prada furată. Poliția începe să-l caute pe adevăratul proprietar. Davídek și Fifka îl urmăresc în secret pe Reiner. Nimeni nu realizează că aproape toate monedele de aur au fost cheltuite. Sýkora le-a luat pentru amanta lui, iar soția lui le-a dat iubitului ei, gelosul jucător de hochei pe gheață Tratil. Ultimii dolari rămași sunt acum într-o valiză mică a doamnei Sýkora. Toate părțile interesate ajung să intre în posesia valizei, folosind uneori forța în acest scop. Donovano este prins la graniță în timp ce încerca să scoată din țară valiza cu banii. Reiner este expulzat din țară, dar la Londra, poliția locală așteaptă deja spărgătorul de seifuri căutat.

## Distribuție
- Jiří Sovák – spărgătorul Josef Reiner alias ing. arh. Honig
- Květa Fialová – manechin Magda Sýkorová
- Lubomír Lipský – Sýkora, soțul Magdei
- Václav Babka – fostul spărgător Fifka
- Jan Libíček – spărgătorul Václav Davídek
- Jiří Krampol – hocheistul Karel Tratil
- František Němec – gangsterul italian Donovano
- Jaroslav Moučka – căpitanul VB Zeman
- Jaroslav Satoranský – locotenentul VB Kalina[2]
- Josef Dvořák – hoțul Celestýn Aulický
- Vladimír Krška –  Svojtka, managerul elegantului bar de vinuri
- Daniela Kolářová – iubita lui Sýkora
- Jorga Kotrbová – Letuska
- Josef Koza – maistru VB
- Mirko Musil – maistru VB
- Vladimír Hrubý – Císník
- Josef Hlinomaz – managerul magazinului second hand
- Ladislav Šimek – ofițerul la rezidență
- Ludmila Roubíková – vânzătoarea de la confecții
- Jiří Kostka – portarul la hotel